# TV TEM
TV TEM (estilizado em caixa baixa; sigla de Traffic Entertainment and Marketing) é uma rede regional de televisão brasileira, afiliada à TV Globo. Sua sede está localizada em Sorocaba, São Paulo. O g1 TV TEM traz as notícias das regiões de Itapetininga, Sorocaba, Jundiaí, Bauru e São José do Rio Preto. Além do portal de notícias, o esporte das regiões que fazem parte da área de cobertura da emissora também tem um espaço reservado, o ge TV TEM. A TV TEM abrange 318 municípios, o equivalente a 49% do estado de São Paulo.
Tem como principais programas o Bom Dia Cidade, Tem Notícias, Nosso Campo e Muito Mais.

## História
A TV TEM foi fundada em 6 de maio de 2003 pelo empresário J. Hawilla, com a união das TVs Aliança (Sorocaba), Modelo (Bauru) e Progresso (São José do Rio Preto), além da fundação da TV Itapetininga (Itapetininga). Antes de existir a TV TEM, as emissoras que a compõem eram “independentes”, ou seja, não formavam uma rede regional.

Logotipo da emissora entre 2013 e 2019. A base dele era utilizada desde 2003.

Em 1 de janeiro de 2013, em comemoração aos 10 anos da TV TEM, o seu logotipo foi modernizado, seguindo o mesmo padrão metalizado que várias afiliadas da Rede Globo ainda usam. A dupla sertaneja paranaense Chitãozinho & Xororó gravou a música Presente Pra Você, que foi o tema das comemorações do décimo aniversário da rede, em parceria com a Orquestra Sinfônica SESI de São Paulo, sob regência do maestro João Carlos Martins.
Em 25 de maio de 2018, o fundador da TV TEM J. Hawilla faleceu aos 74 anos em São Paulo, vitimado por complicações respiratórias.
Em 22 de dezembro de 2019, a TV TEM apresentou seu terceiro logotipo no intervalo do Fantástico, deixando o tradicional azul, as cores do arco-íris dentro da marca, a tipografia padrão que a Rede Globo usava, parte dos aros que acompanhava desde o início (onde até então lembrava uma lente de câmera), e adotou um estilo mais simples: as duas esferas e o primeiro aro que as contorna foram mantidas, agora na cor branca, e um gradiente de cores novo (do roxo ao amarelo), compõem a atual marca. O nome "TV TEM" agora é escrito em caixa baixa.
Em 25 de outubro de 2024, é anunciado que a TV TEM passará a cobrir a região de Presidente Prudente, substituindo a TV Fronteira.
Em decisão favorável à TV Fronteira, a TV Tem fica impedida de assumir a transmissão no dia 1º de setembro de 2025 até decisão final sobre o caso. Por outro lado, a TV Tem também sofreu outra derrota por uso indevido do nome “TEM”, que pertence à Tem Publicidade e Comércio de Painéis e Luminosos Ltda seno obrigada a mudar de nome na mesma 12 .

## Emissoras

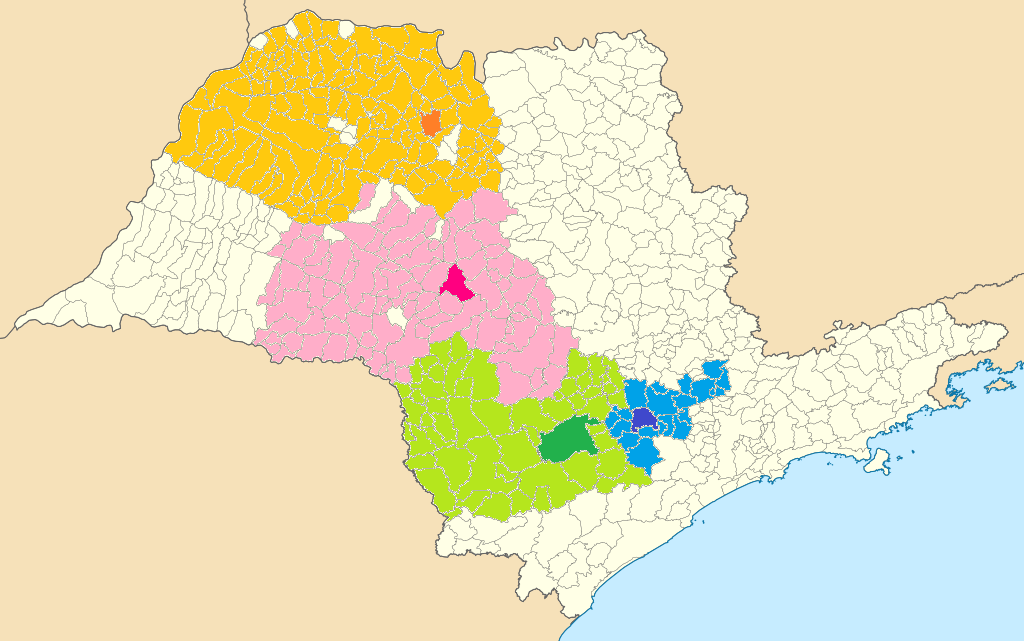
Divisão da área de cobertura da TV TEM por emissora

| Prefixo | Emissora                     | Canal  | Cidade                | Estado    |
| ------- | ---------------------------- | ------ | --------------------- | --------- |
| ZYQ 855 | TV TEM Sorocaba              | 26 UHF | Sorocaba              | São Paulo |
| ZYB 856 | TV TEM Bauru                 | 26 UHF | Bauru                 | São Paulo |
| ZYB 866 | TV TEM São José do Rio Preto | 26 UHF | São José do Rio Preto | São Paulo |
| ZYB 897 | TV TEM Itapetininga          | 26 UHF | Itapetininga          | São Paulo |